# 信行寺 (栃木市)
信行寺（しんぎょうじ）は、栃木県栃木市にある日蓮正宗の寺院である。山号は法華山（ほっけざん）。

## 歴史
- 1305年（嘉元3年） - 建立。開基は日蓮正宗大石寺第3祖日目の弟子である三河公日蔵により創立された。
- 1981年（昭和56年） - 山門並びに御宝蔵の建立
- 1985年（昭和60年） - 鐘楼を建立
- 1993年（平成5年） - 納骨堂を建立
- 2005年（平成17年）5月22日 - 創立700周年記念法要が奉修

## 交通アクセス
- 両毛線・東武日光線栃木駅から車で10分

## 周辺
- 國學院大學栃木短期大学
- 栃木県立栃木農業高等学校